# Angelo Corsi (calciatore)
Angelo Corsi (Ferentino, 18 maggio 1989) è un calciatore italiano, difensore svincolato.

## Carriera

### Pescara, Monopoli, SPAL, Pergocrema e Aprilia
Cresciuto nel settore giovanile del Pescara, esordisce in Prima Divisione il 31 agosto 2008 contro il Crotone, subentrando al 57' a Fabio Ferraresi. Nelle due stagioni successive viene ceduto in prestito prima al Monopoli in Seconda Divisione e poi alla SPAL in Prima Divisione.
Rientrato al Pescara non trova spazio nella squadra di Zdeněk Zeman, che vincerà il campionato di Serie B, e il 26 gennaio 2012 passa a titolo definitivo al Pergocrema, di nuovo in Prima Divisione.
Il 14 luglio 2012 viene acquistato dall'Aprilia, che milita in Seconda Divisione, contribuendo al terzo posto finale nel girone B, il miglior piazzamento nella storia della squadra laziale. Il cammino verso la promozione in Prima Divisione si interrompe nelle semifinali dei play-off contro il Teramo. Gioca con regolarità per una stagione e mezza e segna i suoi primi gol da professionista. 

### Cosenza
Il 29 gennaio 2014 rescinde il contratto con l'Aprilia e firma con il Cosenza di Roberto Cappellacci, che milita nello stesso girone di Lega Pro. A dicembre un suo gol nei minuti finali aveva inflitto la sconfitta per 1-0 alla squadra calabrese. Arrivato come centrocampista è subito impiegato da terzino destro. Ricoprendo questo ruolo e con la fascia da capitano, ereditata da Cristian Caccetta nell'estate 2017, guida la sua squadra fino alla finale dei play-off di Serie C contro il Siena, giocata all'Adriatico di Pescara, il suo vecchio stadio. È il 16 giugno 2018: vincendo per 3-1 il Cosenza di Piero Braglia conquista la promozione in Serie B, quindici anni dopo l'ultima volta.
Esordisce in Serie B il 26 agosto 2018 contro l'Ascoli. La sua prima stagione tra i cadetti si interrompe bruscamente a febbraio 2019 per un grave infortunio al ginocchio occorsogli nella partita contro la Cremonese: rottura del legamento crociato anteriore. Dopo un lungo stop torna in campo nel derby col Crotone alla prima giornata della Serie B 2019-2020. 
Il 9 febbraio 2021 sigla la sua prima rete in Serie B nel match contro il Cittadella.
È il quarto giocatore con più presenze nella storia del club.

### Vibonese
Il 28 gennaio 2022 viene ceduto in prestito alla Vibonese.

## Statistiche

### Presenze e reti nei club
Statistiche aggiornate al 13 marzo 2023.
| Stagione        | Squadra         | Campionato      | Campionato | Campionato | Coppe nazionali | Coppe nazionali | Coppe nazionali | Coppe continentali | Coppe continentali | Coppe continentali | Altre coppe | Altre coppe | Altre coppe | Totale | Totale | Totale |
| Stagione        | Squadra         | Comp            | Pres       | Reti       | Comp            | Pres            | Reti            | Comp               | Pres               | Reti               | Comp        | Pres        | Reti        | Pres   | Reti   |        |
| --------------- | --------------- | --------------- | ---------- | ---------- | --------------- | --------------- | --------------- | ------------------ | ------------------ | ------------------ | ----------- | ----------- | ----------- | ------ | ------ | ------ |
| 2008-2009       | Pescara         | 1D              | 2          | 0          | CI              | -               | -               | -                  | -                  | -                  | -           | -           | -           | 2      | 0      |        |
| 2009-2010       | Monopoli        | 2D              | 19         | 0          | -               | -               | -               | -                  | -                  | -                  | -           | -           | -           | 19     | 0      |        |
| 2010-2011       | SPAL            | 1D              | 19         | 0          | CI              | -               | -               | -                  | -                  | -                  | -           | -           | -           | 19     | 0      |        |
| 2011-gen. 2012  | Pescara         | B               | -          | -          | CI              | -               | -               | -                  | -                  | -                  | -           | -           | -           | -      | -      |        |
| gen.-giu. 2012  | Pergocrema      | 1D              | 3          | 0          | -               | -               | -               | -                  | -                  | -                  | -           | -           | -           | 3      | 0      |        |
| 2012-2013       | Aprilia         | 2D              | 27+2       | 3          | -               | -               | -               | -                  | -                  | -                  | -           | -           | -           | 29     | 3      |        |
| 2013-gen. 2014  | Aprilia         | 2D              | 21         | 2          | -               | -               | -               | -                  | -                  | -                  | -           | -           | -           | 21     | 2      |        |
| Totale Aprilia  | Totale Aprilia  | Totale Aprilia  | 50         | 5          |                 | -               | -               |                    | -                  | -                  |             | -           | -           | 50     | 5      |        |
| gen.-giu. 2014  | Cosenza         | 2D              | 12         | 0          | -               | -               | -               | -                  | -                  | -                  | -           | -           | -           | 12     | 0      |        |
| 2014-2015       | Cosenza         | LP              | 31         | 0          | CI+CI-LP        | 0+7             | 0               | -                  | -                  | -                  | -           | -           | -           | 38     | 0      |        |
| 2015-2016       | Cosenza         | LP              | 31         | 1          | CI+CI-LP        | 2+1             | 0               | -                  | -                  | -                  | -           | -           | -           | 34     | 1      |        |
| 2016-2017       | Cosenza         | LP              | 34+5       | 1          | CI+CI-LP        | 1+1             | 0               | -                  | -                  | -                  | -           | -           | -           | 41     | 1      |        |
| 2017-2018       | Cosenza         | C               | 33+9       | 2          | CI+CI-C         | 1+4             | 0               | -                  | -                  | -                  | -           | -           | -           | 47     | 2      |        |
| 2018-2019       | Cosenza         | B               | 21         | 0          | CI              | 2               | 0               | -                  | -                  | -                  | -           | -           | -           | 23     | 0      |        |
| 2019-2020       | Cosenza         | B               | 19         | 0          | CI              | 0               | 0               | -                  | -                  | -                  | -           | -           | -           | 19     | 0      |        |
| 2020-2021       | Cosenza         | B               | 33         | 1          | CI              | 3               | 1               | -                  | -                  | -                  | -           | -           | -           | 36     | 2      |        |
| 2021-gen. 2022  | Cosenza         | B               | 14         | 0          | CI              | 1               | 0               | -                  | -                  | -                  | -           | -           | -           | 15     | 0      |        |
| gen.-giu. 2022  | Vibonese        | C               | 15         | 1          | CI-C            | -               | -               | -                  | -                  | -                  | -           | -           | -           | 15     | 1      |        |
| 2022-2023       | Cosenza         | B               | 0          | 0          | CI              | 0               | 0               | -                  | -                  | -                  | -           | -           | -           | 0      | 0      |        |
| Totale Cosenza  | Totale Cosenza  | Totale Cosenza  | 228+14     | 5          |                 | 23              | 1               |                    | -                  | -                  |             | -           | -           | 265    | 6      |        |
| Totale carriera | Totale carriera | Totale carriera | 334+16     | 11         |                 | 23              | 1               |                    | -                  | -                  |             | -           | -           | 373    | 12     |        |

## Palmarès

### Club

#### Competizioni nazionali
- Coppa Italia Lega Pro: 1

Cosenza: 2014-2015